# 青史子
《青史子》是中国先秦小说集。又称《青史》，也称为《青史氏》。
作者青史子，春秋时晋国史官，太史董狐之子，受封青史之田。《汉书·艺文志》小说家类著录云：“《青史子》五十七篇。”班固谓为“古史官记事也”。《隋书·经籍志》记载此书六朝南梁时尚存1卷，至隋朝散佚。后人所见的只是各家典籍中所引的片断，如弓箭制造和取材，车的制造及其与天文地理的关系意义，学习与受教制度等等。比如贾谊《新书·保傅篇》和《大戴礼记·保傅篇》所引的“胎教”一篇。马国翰《玉函山房辑佚书》、丁晏《佚礼扶微》各有佚文两条，其中一条重出。鲁迅《古小说钩沉》辑三条。